# さめざめ
さめざめとは、笛田サオリ（ふえださおり）によるプロジェクトである。「さめざめ」の由来は声を押し殺して、すすり泣く等の意味があり、女性の本音では語れない思いや気持ちを歌詞にしている。
ビクターエンタテインメント株式会社より1枚のシングルと2枚のアルバムをリリースし、現在はインディーズへと回帰して活動
2025年で結成16周年となる

## 概要
- 笛田サオリ（ふえださおり）1982年1月24日生まれ　鎌倉市出身
- 音楽家・文筆家・作詞家・アクセサリー作家
- 2004年　作詞家としてメジャーデビュー
- 2009年「愛とか夢とか恋とかSEXとか」の楽曲誕生をきっかけに、さめざめとしての活動を開始
- 2012年5月　東京・新木場の若洲公園で開催されたロックフェス『ROCKS TOKYO 2012』でフェス初出演
- 2012年12月 シングル『愛とか夢とか恋とかSEXとか』でビクターエンタテインメントよりメジャーデビュー
- 2012年12月幕張メッセ国際・展示場で開催された大型フェス『COUNTDOWN JAPAN 12/13 - rockin'on』出演
- 2013年1月　子宮頸がん0期が発覚、3月に手術をし活動を再開
- 2013年4月　宮城県で開催された野外フェス「ARABAKI ROCK FEST.13」に出演
- 2013年5月ミニアルバム『さめざめ問題集』をリリース
- 2013年8月 大型野外フェス【ROCK IN JAPAN FESTIVAL 2013】に出演
- 2014年 ミステリー作家、島田荘司原作の映画『幻肢』に主題歌「それでも生きなくちゃ」を楽曲提供
- 2014年9月24日 メジャーファーストフルアルバム『さめざめ白書』リリース
- 2014年9月25日 さめざめ名義で著書『誰にも言えない恋ばっか』（ディスカヴァー・トゥエンティワン 2014/9/25 ISBN 978-4799315668）出版
- 2015年11月 インディーズ回帰作『HのつぎはI』をリリース
- 2016年7月 『きみが死ぬとき思い出す女の子になりたいep』をリリース
- 2017年6月ミニアルバム『東京ポルノ』をリリース
- 2018年『ヴァージン/春宵』配信リリース
- 2019年フルアルバム『ネオフューチャーメンヘラ』をリリースアコースティック全国ツアーを開催
- 2019年11月『私じゃなくてもいいから/つらいけどアイドル』配信リリース
- 2020年１月　新たなバンドメンバーが加入した【さめざめwithバナナとドーナッツ】を始動
- 2020年10月『二番目のピンク/くそったれディスコ』配信リリース
- 2021年4月から『洗脳B』『あいまいみー』『洗脳B』3ヶ月連続で配信リリース
- 2021年11月『ラヴ！！絶好調DEATH』配信リリース
- 202２年4月から『生まれてきた意味なんてなくても』『26.5cm』『キスのサブスク』『幸せの伏線』と4ヶ月連続配信リリース
- 2022年11月『きみが死ぬとき思い出す女の子になりたい』(2022 Remaster Ver)配信リリース
- 2022年12月『会えなくなってもきみに会いたいよ。』配信リリース
- 2023年10月『裏SHIBUYA』配信リリース
- 2023年11月『好きな人の好きな人になりたいです』配信リリース
- 2024年1月ミニアルバム『さめざめピアノ集』配信リリース
- 2024年2月12日15周年『さめフェス』アコースティックイベントを開催
- 2024年3月に織部リョウ(ボカロP、Dr.Girlfriend)と結婚を発表
- 2024年4月新宿マルイ本館にて『さめざめ15周年展』ポップアップを開催
- 2024年7月ミニアルバム『黄昏ハッピービッチ(上)』リリース
- 2024年7月東京、8月大阪にて単独公演を開催
- 2024年11月ミニアルバム『黄昏ハッピービッチ(下)』リリース
- 2024年12月 東京下北沢で15周年の集大成となる単独公演を開催
- 2025年1月新宿マルイ本館にて『さめざめPOPUP2025賀正』を開催
- 2025年1月『永遠の両想い/私たちらしい日々』配信リリース

## ディスコグラフィー

### シングル
| 発売日         | タイトル                                  | 規格品番                                      | 備考                                                                      |
| -------------- | ----------------------------------------- | --------------------------------------------- | ------------------------------------------------------------------------- |
| 2012年7月04日  | ズボンのチャック/スカートめくり           | SMZM-0005                                     | 仕様：紙ジャケット/レーベル：samezame RECORDS                             |
| 2012年12月05日 | 愛とか夢とか恋とかSEXとか                 | VIZL-507:初回限定盤CD+DVD VICL-36741:通常盤CD | オリコン最高125位 Colourful Records（ビクターエンタテインメント株式会社） |
| 2016年7月13日  | きみが死ぬとき思い出す女の子になりたい ep | SMZM-0007                                     | オリコン最高191位 samezame RECORDS                                        |
|                |                                           |                                               |                                                                           |

### 配信限定シングル
| 発売日         | タイトル                                                   | レーベル         | 収録アルバム         |
| -------------- | ---------------------------------------------------------- | ---------------- | -------------------- |
| 2018年5月16日  | ヴァージン / 春宵                                          | samezame RECORDS | 未収録               |
| 2019年11月13日 | 私じゃなくてもいいから                                     | samezame RECORDS | 未収録               |
| 2020年10月7日  | 二番目のピンク                                             | samezame RECORDS | ガールズ in the 躁鬱 |
| 2021年4月28日  | 洗脳B                                                      | samezame RECORDS | ガールズ in the 躁鬱 |
| 2021年5月26日  | あいまいみー                                               | samezame RECORDS | ガールズ in the 躁鬱 |
| 2021年6月30日  | 東京片想い物語                                             | samezame RECORDS | ガールズ in the 躁鬱 |
| 2021年11月17日 | ラヴ!!絶好調DEATH                                          | samezame RECORDS | ガールズ in the 躁鬱 |
| 2022年4月20日  | 生まれてきた意味なんてなくても                             | samezame RECORDS | ガールズ in the 躁鬱 |
| 2022年5月25日  | 26.5cm                                                     | samezame RECORDS | ガールズ in the 躁鬱 |
| 2022年6月15日  | キスのサブスク                                             | samezame RECORDS | ガールズ in the 躁鬱 |
| 2022年7月20日  | 幸せの伏線                                                 | samezame RECORDS | 未収録               |
| 2022年6月15日  | これがあたしの恋だから / さめざめ, 福井伸実 & ミヤワキサキ | samezame RECORDS | 未収録               |
| 2022年11月9日  | きみが死ぬとき思い出す女の子になりたい (2022 Remaster Ver) | samezame RECORDS | ガールズ in the 躁鬱 |
| 2022年12月7日  | 会えなくなってもきみに会いたいよ。                         | samezame RECORDS | ガールズ in the 躁鬱 |
| 2023年11月6日  | 裏SHIBUYA                                                  | samezame RECORDS |                      |
| 2023年11月11日 | 好きな人の好きな人になりたいです                           | samezame RECORDS |                      |
| 2024年2月2日   | さめざめピアノ集                                           |                  |                      |
| 2025年1月24日  | 永遠の両想い/私たちらしい日々                              |                  |                      |

### アルバム
|          | 発売日         | タイトル                 | 規格品番                          | 収録曲 | 備考                                                                                |
| -------- | -------------- | ------------------------ | --------------------------------- | --- | ----------------------------------------------------------------------------------- |
| 1st      | 2012年1月18日  | スカートの中は宇宙       | SMZM-004                          | 1. 午前一時、スカートを脱ぐ 2. コンドームをつけないこの勇気を愛してよ 3. ぐるぐる禁断ラブ 4. 愛とか夢とか恋とかSEXとか 5. 恋人みたいに。 6. あたしの女の子 7. 呑んだくれガール 8. いま、中学生 9. きみまみれ 10. あたしがいなくなれば 11. 午前四時、恋にハマる                                                                   | オリコン最高247位 仕様：デジパック/レーベル：samezame RECORDS                       |
| Best     | 2013年5月15日  | さめざめ問題集           | VICL-64016                        | 1. みんなおバカさん 2. コンドームをつけないこの勇気を愛してよ[二〇一三年版] 3. ぶりっこぶりっこ 4. 愛とか夢とか恋とかSEXとか ～シングルバージョン～ 5. ぐるぐる禁断ラブ[二〇一三年版] 6. ズボンのチャック 7. あたしがいなくなれば[二〇一三年版] 8. あの女 ～地獄の扉はすぐそこに。ピアノ編～                                     | オリコン最高99位 レーベル：Colourful Records（ビクターエンタテインメント株式会社）  |
| 2nd      | 2014年9月24日  | さめざめ白書             | VIZL-711:初回盤 VICL-64210:通常盤 | 1. 愛のあるセックスがしたいんだよ 2. We are メンヘラクソビッチ 3. テレフォンナンバー 4. それでも生きなくちゃ 5. ヤミツキッス 6. 一心同体逆説理論 7. 恋だろ、恋 8. LOVE中毒 9. エッチスケッチワンタッチ 10. 清く正しく美しく | オリコン最高181位 レーベル：Colourful Records（ビクターエンタテインメント株式会社） |
| 1st mini | 2015年11月11日 | HのつぎはI               | SMZM-0006                         | 1. 恋せよ、破天荒 2. メロエロ エロメロメロメロエ 3. 0.01ミリの宇宙 4. メガネ男子 5. 進撃 6. ラストラブシーン | オリコン圏外 samezame RECORDS/※初回盤紙ジャケ仕様                                   |
| 2nd mini | 2017年6月7日   | 東京ポルノ               | SMZM-0008                         | 1. 新宿ドキュメンタリー 2. 東京午前3時 3. 23区のすみっこで 4. ラブホのシュシュ 5. 悲劇のヒロイン症候群(シンドローム) 6. 悪 | オリコン圏外                                                                        |
| 3rd      | 2019年4月10日  | ネオフューチャーメンヘラ | SMZM-0010                         | 1. 一生あたし女の子宣言 2. どうでもいいから愛しあおうよ。 feat.後藤まりこ 3. SAYONARA at room 4. 夜、それは限りなく 5. ラストセックスフレンド 6. あなたしか見えなかったあたしなんて死んでくれ。 7. 異常な乙女 8. デェトスポット 9. プリプリアイラブユー ～プロポーズ願書受付中～ 10. あたしに生まれて                            | オリコン圏外                                                                        |
| Best     | 2019年4月17日  | さめざめ恋りれき         |                                   | 1. きみが死ぬとき思い出す女の子になりたい 2. 0.01ミリの宇宙 3. 非公式彼氏〜RPG編〜 4. 23区のすみっこで 5. 恋せよ、破天荒 - - - のシュシュ 6. なんてバカな両想い 7. 恋人みたいに。〜平成最後の恋だった編〜 8. 新宿ドキュメンタリー 9. テレフォンナンバー〜切ない未読スルー編〜 10. じょいくん&じょいちゃん 11. ヴァージン         | 配信限定                                                                            |
| 4th      | 2023年3月18日  | ガールズ in the 躁鬱     | QACW-1073                         | 1. HOTELバナナとドーナッツ 2. きみが死ぬとき思い出す女の子になりたい ～2022 Remaster ver～ 3. 二番目のピンク 4. マッチングッドラブ 5. キスのサブスク 6. 東京片想い物語 7. 洗脳B 8. くそったれディスコ 9. 生まれてきた意味なんてなくても 10. 会えなくなってもきみに会いたいよ。 11. あいまいみー 12. ラヴ!!絶好調DEATH 13. 26.5cm |                                                                                     |
| mini     | 2024年2月2日   | さめざめピアノ集 ～序～  |                                   | 1. 愛とか夢とか恋とかSEXとか (あの頃の私から今の私へ編) 2. コンドームをつけないこの勇気を愛してよ (正統派恋愛主義編) 3. スカートめくり (初期衝動編) 4. 愛のある****がしたいんだよ (円山町の夜編) 5. ぶりっこぶりっこ (いくつになっても女の子は女の子編) 6. それでも生きなくちゃ (令和最大級の別れ編)                             | ピアノアレンジ新録                                                                  |
| mini     | 2024年7月3日   | 黄昏ハッピービッチ(上)   |                                   | 1.あたしの夏はぜんぶきみだった 2. 好きな人の好きな人になりたいです 3. メンヘラ製造機ユキオ 4. グッバイサヨナラアディオスチャオファックミー 5. おっぱいの番人 6. ロックキャンディ |                                                                                     |
| mini     | 2024年11月13日 | 黄昏ハッピービッチ(下)   |                                   | 1.だってあたしはさめざめガール 2.可愛くなぁれ♡ 3.最優秀ハッピーエンド賞 ４.アフターピルベイビー 5.裏SHIBUYA 6.白昼夢と悪魔とワンピース 7.テイキュウ少女漫画 ８.生涯一の片想い |                                                                                     |

### DVD
- 2017年11月5日 単独公演ツアーライブDVD/Blu-ray『ドキュメンタリー裏ビデオ』

## 主なライブ活動
- 2012年5月　東京・新木場の若洲公園で開催されたロックフェス『ROCKS TOKYO 2012』でフェス初出演
- 2012年7月10日「12年7月、チャック全開」、渋谷WWW
- 2012年12月幕張メッセ国際・展示場で開催された大型フェス【『COUNTDOWN JAPAN 12/13 - rockin'on』
- 2013年4月　宮城県で開催された野外フェス「ARABAKI ROCK FEST.13」
- 2013年5月19日・31日「さめざめpresents"13年5月、恋は五月病"」、梅田Shangri-La/渋谷CLUB QUATTRO
- 2013年8月 大型野外フェス【ROCK IN JAPAN FESTIVAL 2013】
- 2013年11月29日 「さめざめドラマチャンネル～主演単独公演～」、東京・Mt.RAINIER HALL SHIBUYA PLEASURE PLEASURE
- 2014年10月10日(金)「さめざめ白書」レコ発単独公演『さめざめ白書祭』、LIVE HOUSE FEVER(新代田)
- 2015年3月14日(土)「さめざめ　ダメ女偏差値女子会」恵比寿club aim
- 2015年６月７日(日)「SAKAE SP-RING 2015」
- 2016年7月2日(土)　大阪ライブサーキット「見放題」
- 2016年7月29日(金)「きみが死ぬとき思い出す女の子になりたいep」レコ発ライブ、下北沢MOSAiC
- 2017年1月22日(日)「さめざめCDデビュー五周年記念単独公演〜スカートの中は宇宙じゃなかったの、ほんとはね〜」下北沢MOSAiC
- 2017年7月23日(日)「東京ポルノ レコ発単独公演〜今夜は新宿ドキュメンタリー〜」高田馬場CLUB PHASE
- 2017年9月30日(土)「東京ポルノ レコ発単独公演〜今夜は名古屋ドキュメンタリー〜」名古屋RADSEVEN
- 2017年9月29日(金)「東京ポルノ レコ発単独公演〜今夜は大阪ドキュメンタリー〜」大阪２nd Line
- 2017年11月23日(木)「LOFT MUSIC & CULTURE FESTIVAL 2017」川崎CLUB TITTA
- 2027年12月5日(火)さめざめpresents「ぼっち」下北沢440(four forty)
- 2018年8月19日(日)「ただひたすら泣く女子会」下北沢RHAPSODY
- 2018年11月18日(日)笛「大阪で、ただひたすら泣く女子会」歌う魚（大阪心斎橋）
- 2019年5月1日(祝水)「さめざめ１０周年～ネオフューチャーメンヘラ レコ発初夜さめざめ大回転～」下北沢MOSAiC
- 2019年5月〜　10箇所をまわる初のアコースティック全国ツアー開催
- 2019年6月1日(土)「Million Night’s」〜百万石音楽祭中夜祭〜石川県金沢GOLD CREEK
- 2019年7月20日(土) さめざめ10周年「ネオフューチャーメンヘラ」ツアーファイナル / Special Act : DJ後藤まりこ 渋谷 WWW
- 2019年12月6日・7日「素敵なお話」恵比寿HANA RE　演者として出演
- 2020年6月28日(日)　無観客配信限定ライブ『ぜんぶ夢みたい、私とバナナとドーナッツ』下北沢CLUB251
- 2021年5月28日下北沢SHANGLIA　さめざめ×トブトリオトスWレコ発2マンライブ「トブ生シャングリラ」
- 2021年12月18日(土)女性限定アコースティックワンマンライブ〜さめざめ女子会〜下北沢RHAPSODY
- 2022年1月22日(土) さめざめアコースティックワンマン『超やりたい放題誕生祭』下北沢 DY CUBE
- 2022年3月12日(土)　さめざめレコ発ライブ  ~私とバナナとドーナッツ〜単独公演「初夜」~下北沢MOSAiC

- 2022年7月24(日)「夏と私とピアノ」金沢編　/ with佳奈子(key.)　金沢もっきりや
- 2022年8月20(土)「夏と私とピアノ・ワンマンライブ」大阪編　心斎橋 歌う魚
- 2022年8月28(日)「夏と私とピアノ・ワンマンライブ」東京編　下北沢 BAR?CCO
- 2023年1月29日(日) Birthday Acoustic LIVE『あたしに生まれてきた意味なんてなくても』下北沢 DAY CUBE
- 2023年3月26日(日) さめざめ単独公演『ガールズ in the 躁鬱』下北沢CLUB251
- 2023年5月21日(日)下北沢BAR?CCO さめざめ女子限定ワンマン〜リクエスト女子会編〜
- 2023年6月18日(日)下北沢BAR?CCO さめざめ女子限定ワンマン〜ただひたすら泣く女子会編〜
- 2023年7月23日(日)下北沢BAR?CCO さめざめ女子限定ワンマン〜スナックさめざめ編〜
- 2024年2月12日(祝月)15周年『さめフェス』アコースティックイベント
- 2024年4月11日~17日新宿マルイ本館8F「さめざめ15周年展」
- 2024年7月15日(祝月)「さめざめ15th anniversary黄昏ハッピービッチガール〜東京編〜」下北沢CLUB251
- 2024年8月25日(日)「さめざめ15th anniversary 黄昏ハッピービッチガール〜大阪編〜」心斎橋CLAPPER
- 2024年12月1日(日)「ただひたすら泣くさめ会&黄昏ハッピービッチ(下)リリース単独公演　下北沢CLUB251
- 2025年1月4日〜13日新宿マルイ本館にて『さめざめPOPUP2025賀正』を開催

### 出演イベント
- 2024.8.15

さめざめ15thAnniversary
黄昏ハッピービッチガール単独公演(東京編)
specialguestact黒木渚
下北沢CLUB251
- 2024.8.16

GLIDERSUMMERSPECIAL2024
下北沢CLUB251
- 2024.8.25

さめざめ15thAnniversary
黄昏ハッピービッチガール単独公演(大阪編)
specialguestactミヤワキサキ
大阪CLAPPER

## ミュージックビデオ
- samezamech

## オフィシャルリンク
- さめざめ　オフィシャル　ホームページ
- 笛田サオリ｜note
- さめざめ笛田サオリ (@fuedasaori) - Instagram